# Vrolijke Ouverture (Poot)
Ouverture de concours is een compositie voor symfonieorkest van de Belgische componist en lid van de componisten groep De Synthetisten Marcel Poot uit 1930. In 1934 is een bewerking voor harmonieorkest gemaakt door R. Clérisse. Het is een van de bekendste en populairste werken van Poot. Hij droeg dit werk op aan de Franse componist Paul Dukas bij wie hij in 1928 lessen gevolgd had aan de École Normale de musique de Paris.
Van het werk bestaat een opname op dvd van de Koninklijke Harmonie van Peer uit Peer (België) van hun uitvoering op het 16e Wereld Muziek Concours te Kerkrade. Ook is deze ouverture op cd opgenomen door het Filharmonisch orkest van de BRT uit Brussel.